# Kvarnbäcken-Lerkesån
Kvarnbäcken-Lerkesån är ett naturreservat i Nora och Örebro kommuner i Örebro län.
Området är naturskyddat sedan 2005 och är 65 hektar stort. Reservatet omfattar vattendragen med stränder. I bäckarna finns det ett bestånd av flodpärlmussla.